# Nérignac
Nérignac – miejscowość i gmina we Francji, w regionie Nowa Akwitania, w departamencie Vienne.
Według danych na rok 1990 gminę zamieszkiwało 159 osób, a gęstość zaludnienia wynosiła 36 osób/km² (wśród 1467 gmin regionu Poitou-Charentes, Nérignac plasuje się na 836. miejscu pod względem liczby ludności, natomiast pod względem powierzchni na miejscu 1095.).